# نوريكو أراي
نوريكو أراي (باليابانية: 荒井のり子؛ بالكانا: あらい のりこ) هي منافسة ألعاب القوى يابانية، ولدت في 1973 في تشيبا في اليابان.

## روابط خارجية
- نوريكو أراي على موقع Paralympic.org (الإنجليزية)